# Idioten (film fra 1958)
 For alternative betydninger, se Idioten (flertydig). (Se også artikler, som begynder med Idioten)
Idioten (russisk: Идиот) er en sovjetisk spillefilm fra 1958 af Ivan Pyrjev.
Filmen er baseret på Fjodor Dostojevskijs roman af samme navn.

## Medvirkende
- Jurij Jakovlev som Lev Mysjkin
- Julija Borisova som Nastasija Philippovna Barasjkova
- Nikita Podgornyj som Ivolgin
- Vera Pasjennaja
- Sergej Martinson som Lebedev